# La-Masa-Klasse
Die La-Masa-Klasse war eine Klasse von acht verhältnismäßig kleinen Zerstörern der italienischen Regia Marina. Sie war nach der Pilo- und der Sirtori-Klasse die dritte von vier in den Jahren von 1913 bis 1919 gebauten Klassen von Booten nahezu gleicher Größe, die sich nur hinsichtlich ihrer Bewaffnung unterschieden. Sechs Zerstörer der La-Masa-Klasse kamen noch im Ersten Weltkrieg zum Einsatz, von denen die Benedetto Cairoli nach einer Kollision mit der Giacinto Carini verloren ging. Alle vier Klassen wurden am 1. Oktober 1929 zu Torpedobooten umklassifiziert. Im Zweiten Weltkrieg gingen fünf Boote der La-Masa-Klasse verloren. Die beiden verbliebenen Boote wurden zu schnellen Minensuchern umgebaut und bildeten mit zwei gleichartigen Umbauten der Pilo-Klasse die Giuseppe-Cesare-Abba-Klasse.

## Technische Daten
Die La-Masa-Klasse war eine Weiterentwicklung der Sirtori-Klasse. Vier Boote wurden 1915 geordert, vier weitere im Jahre 1916. Alle acht Boote wurden bei Cantiere Odero in Sestri Ponente (Genua) gebaut. Ihre Hauptartillerie bestand aus vier 102-mm-Kanonen Schneider-Armstrong L/45, die beiden vorderen nebeneinander, die beiden achteren hintereinander auf der Mittellinie. Die Geschütze waren die italienische Variante des britischen 4-inch-Mk.V-Geschützes. Hinzu kamen zwei 76-mm-Ansaldo-Flak L/40 (anstelle der 40-mm-Flak der Sirtori-Klasse) und vier italienischen 6,5-mm-Maschinengewehren, einer Variante des Colt-Browning-MG. Dazu führten die Zerstörer vier 450-mm-Torpedorohre in schwenkbaren Zwillingssätzen. Auch konnten zehn Minen mitgeführt werden. Diese Ausrüstung mit den neueren und schwereren Geschützen bedingte eine Reduzierung der Hauptartillerie von sechs bei der Sirtori-Klasse auf nur noch vier. Da die beiden achteren jedoch nun hintereinander aufgestellt waren, bestand eine Breitseite weiterhin aus drei Kanonen.
Die Boote waren 73,5 m lang und 7,3 m breit und hatten 3,0 m Tiefgang. Ihre Wasserverdrängung betrug 660 t (standard) und 875 t (maximal). Die Maschinenanlage bestand aus vier ölbefeuerten Thornycroft-Kesseln und zwei Tosi-Dampfturbinen, die 15.500 PS lieferten. Die Schiffe hatten zwei Wellen. Die Höchstgeschwindigkeit bei Indienststellung war 34 Knoten, war jedoch zu Beginn des Zweiten Weltkriegs auf nur noch 30 Knoten gesunken. Die Bunkerkapazität betrug 150 Tonnen Öl, die Reichweite 2230 Seemeilen bei einer Marschgeschwindigkeit von 13 Knoten. Die Besatzung bestand aus etwa 100 Mann.
1929 wurden die Boot zu Torpedobooten umklassifiziert. Ihre Bewaffnung wurde nach Italiens Eintritt in den Zweiten Weltkrieg modifiziert, vor allem um die Flak-Bewaffnung zu verstärken. Sie war danach nicht mehr bei allen Booten gleich. In den Jahren 1940 bis 1942 wurden bei fünf der Boote – Angelo Bassini, Enrico Cosenz, Nicola Fabrizi, Giuseppe La Farina und Giacomo Medici – zwei oder sogar drei der 102-mm-Kanonen und einer der beiden Torpedorohrsätze ausgebaut. An deren Stelle erhielten sie sechs 20-mm-Flak L/65 von Breda und zwei Wasserbombenwerfer. Auf der Giacinto Carini und der Giuseppe La Masa wurde ein 533-mm-Torpedorohr-Drillingssatz hinter dem dritten Schornstein eingebaut, zusätzlich zu dem 450-mm-Torpedorohr-Zwillingssatz auf dem Achterdeck. Außerdem erhielten diese beiden Boote vier 20-mm-Flak-Zwillinge L/65 des Typs Breda 1935.
Die beiden Boote, die den Weltkrieg überstanden, Giacinto Carini und Nicola Fabrizi, wurden 1953/54 zu Schnellen Minensuchern umgerüstet und umklassifiziert. Sie hatten danach nur noch eine 102-mm-Kanone und drei 20-mm-Flak-Zwillinge L/65, waren nun aber mit Radar und Minenräumgeschirr ausgestattet.

## Einheiten und Verbleib
Die acht Einheiten der Klasse entstanden bei Cantieri Odero in Sestri Ponente, benannt waren sie nach Persönlichkeiten der italienischen Unabhängigkeits- und Einigungsbemühungen.
| Name und Kennung                           | Kiellegung | Stapellauf | in Dienst  | Verbleib |
| ------------------------------------------ | ---------- | ---------- | ---------- | --- |
| Giuseppe La Masa (LM)                      | 1.9.1916   | 6.9.1917   | 28.9.1917  | Am 9. September 1943 von der deutschen Wehrmacht auf der Werft in Neapel beschlagnahmt und am 11. September 1943 gesprengt |
| Giacinto Carini (CA, CR)                   | 1.9.1916   | 7.11.1917  | 30.11.1917 | 1954 zum Minensuchboot umklassifiziert; im Dezember 1958 ausgemustert                                                      |
| Benedetto Cairoli                          | 1.9.1916   | 28.12.1917 | 3.2.1918   | Am l0. April 1918 nach Kollision mit dem Schwesterschiff Giacinto Carini im Ionischen Meer gesunken                        |
| Angelo Bassini (BS)                        | 2.10.1916  | 28.3.1918  | 1.5.1918   | Am 28. Mai 1943 bei amerikanischen Fliegerangriff in Livorno versenkt                                                      |
| Nicola Fabrizi (FB)                        | 1.9.1916   | 18.7.1917  | 12.7.1918  | 1954 zum Minensuchboot umklassifiziert; im Februar 1957 ausgemustert                                                       |
| Giuseppe La Farina (FR, LF)                | 29.12.1917 | 12.3.1919  | 18.3.1919  | Am 4. Mai 1941 vor der Ostküste Tunesiens auf italienische Mine gelaufen und gesunken                                      |
| Agostino Bertani; 1921: Enrico Cosenz (CS) | 23.12.1917 | 6.6.1919   | 13.6.1919  | Am 27. September 1943 nach schweren Beschädigungen durch deutschen Fliegerangriff in der Adria bei Lastovo selbstversenkt  |
| Giacomo Medici (MD)                        | 2.10.1916  | 6.9.1918   | 13.9.1919  | Am 16. April 1943 bei amerikanischen Fliegerangriff in Catania versenkt                                                    |

Die Zerstörer der La-Masa-Klasse kamen, wie ihre Vorläufer, in der Adria gegen die k.u.k. Kriegsmarine zum Einsatz. Der erste Verlust trat am l0. April 1918 ein, als die gerade zwei Monate im Dienst befindliche Benedetto Cairoli nach einer Kollision mit dem Schwesterschiff Giacinto Carini im Ionischen Meer sank.
Als der Waffenstillstand zum Ende des Ersten Weltkriegs in Kraft trat, gehörten mit Giuseppe La Masa und Nicola Fabrizi zwei Boote der Klasse zu dem von der Audace geführten Verband, der mit 200 Carabiniere Triest für Italien besetzte.

Die erst im Juni 1919 als vorletztes Boot der Klasse fertiggestellte Agostino Bertani wurde in der Nacht zum 8. Oktober 1919 in Triest von Offizieren übernommen, die sich Gabriele D’Annunzio in Fiume anschließend wollten. Sie überführten den Zerstörer nach Fiume. D’Annunzio erklärte Fiume gegen den Willen der italienischen Regierung für unabhängig. Italien besetzte zum Jahresende Fiume und die zu den Legionären übergelaufen Schiffe kehrten im Januar 1921 zur Regia Marina zurück, wo sie außer Dienst gestellt wurden. Wie die anderen übergelaufenen Schiffe wurde auch die Bertani umbenannt. Der Zerstörer wurde als Enrico Cosenz wieder in Dienst gestellt. Der neue Namensgeber (1820–1898) war ein ehemaliger Generalstabschef Italiens.
1923 waren etlichen Zerstörer der Klasse während der Korfu-Krise bei den Verbänden vor Korfu und im Dodekanes im Einsatz, die Druck auf Griechenland ausüben sollten.